# Fluorid platiničný
Fluorid platiničný je chemická sloučenina se vzorcem PtF5. Poprvé byl připraven fluorací chloridu platnatého při teplotě nad 350 °C, při kontaktu s vodou hydrolyzuje.
Jeho struktura se skládá z tetramerních útvarů, které jsou velmi podobné fluoridu rutheničnému. V těchto tetramerech má každý atom platiny oktaedrickou konfiguraci, oktaedry jsou propojeny přes vrcholy.